# Carenero

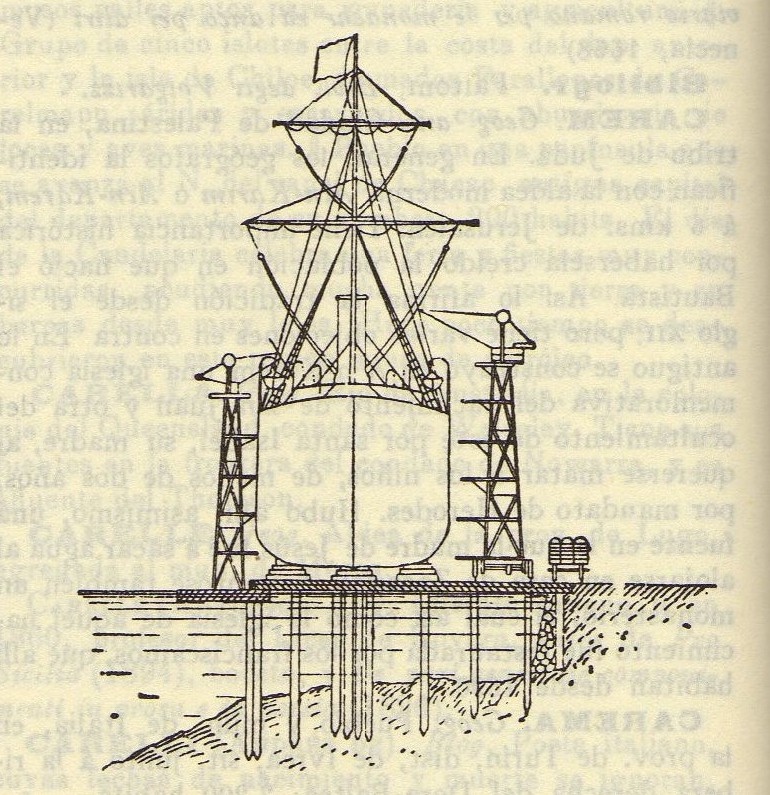
Carenero de pilotaje.

En ingeniería naval, un carenero es el paraje, en un lugar resguardado del viento
y del mar, bien situado dentro del puerto o en la costa para reparar y carenar en él las embarcaciones.
Anejos a los buques y diques deponentes se construyen careneros especiales que consisten en una serie de espigones de pilotaje o de fábrica, normales a la orilla, equidistantes entre sí lo que tienen de anchura las pontones del dique, y sobre cuyas soleras depone el buque que suspende, quedando así en condiciones de tomar otra nueva embarcación. 